# 涼波 (駆逐艦)
涼波（すずなみ）は、日本海軍の駆逐艦。夕雲型の10番艦である。艦名は日本海軍の艦艇としては初代。海上自衛隊の護衛艦「すずなみ」に継承された。

## 概要
日本海軍が浦賀船渠で1942年（昭和17年）3月から1943年（昭和18年）7月末にかけて建造した夕雲型駆逐艦。竣工後、訓練部隊の第十一水雷戦隊に編入され、旗艦「龍田」や姉妹艦等と内海西部で訓練に従事した。
8月20日付で、夕雲型駆逐艦3隻（涼波、早波、藤波）は新編の第32駆逐隊に所属する。第32駆逐隊は9月30日付で第二水雷戦隊に編入された。
10月中旬、第32駆逐隊（早波、涼波、藤波）は丁三号輸送部隊としてトラック泊地に進出する。
「龍田」と第32駆逐隊は、それぞれ甲支隊のポナペ島輸送を実施した。丁三号輸送部隊任務終了後、第32駆逐隊は第二水雷戦隊各隊・各艦と共に行動する。
11月上旬、第32駆逐隊は第二艦隊を基幹とする重巡洋艦部隊と共にラバウルへ進出するが、同艦隊は米軍機動部隊艦上機の空襲に遭遇する（ラバウル空襲）。「涼波」は栗田部隊各艦と共にトラック泊地に後退した。その後、「涼波」はラバウルに再進出するが、11月11日に米軍機動部隊艦上機による再度の空襲を受ける。この対空戦闘において魚雷と爆弾が命中し、さらに自艦搭載魚雷の誘爆も重なり、爆沈した（ブーゲンビル島沖航空戦）。

## 艦歴

### 建造経緯
1939年度（④計画）仮称第126号艦として浦賀船渠で建造。1943年（昭和18年）2月5日、命名。同日附で他の潜水艦・海防艦「福江」・特務艦とともに艦艇類別等級表に類別される。
6月25日、浦賀船渠に設置された艤装員事務所は事務を開始した。
日本海軍は第三次ソロモン海戦時の駆逐艦「春雨」艦長だった神山昌雄中佐を、7月1日付で艤装員長に任命する。
7月27日、竣工し、舞鶴鎮守府籍となる。同日付で艤装員事務所は撤去。神山中佐は艦長に補職される。

### 第十一水雷戦隊
竣工後、「涼波」は訓練部隊の第十一水雷戦隊に編入された。横須賀で出動準備をおこなったのち、瀬戸内海に移動する。内南洋部隊（第四艦隊）編入中の第6駆逐隊を除く、第十一水雷戦隊（軽巡「龍田」、駆逐艦「霞」「若月」「涼波」「早波」「藤波」「響」）は日本本土で訓練に従事する。
8月中旬、戦艦3隻（大和、長門、扶桑）を含む主力部隊がトラック泊地に進出することになり、第一艦隊司令長官清水光美中将が主力部隊の指揮をとった。
8月17日、主力部隊は呉を出撃、トラックに向かう。「早波」駆逐艦長清水逸郎中佐が指揮する駆逐艦4隻（早波、涼波、藤波、霞）は、主力部隊航路前方の哨戒に従事した。
8月20日、日本海軍は夕雲型駆逐艦3隻（涼波、早波、藤波）により第32駆逐隊を編制した。
初代司令は、駆逐艦「夕立」初代艦長や駆逐艦「時津風」初代艦長等を歴任した中原義一郎大佐であった。
つづいて第十一水雷戦隊（響、涼波、藤波、早波）は、戦艦「山城」の内海西部回航を護衛することになった。第十一水戦隊は駆逐艦「島風」（第二水雷戦隊所属）の電探訓練に協力しつつ、横須賀に移動し、8月22日に到着した。木村少将は、戦隊旗艦を「響」から「山城」に変更する。
8月26日、山城回航部隊は横須賀を出発する。翌日、山城隊は瀬戸内海に到着した。その後も、第十一水雷戦隊は訓練をつづける。
9月30日付で、第32駆逐隊は第二水雷戦隊に編入される。
だが当面の間、引き続き第十一水雷戦隊の指揮を受けた。

### 第二水雷戦隊
9月下旬、連合艦隊は電令作第727号をもって戦艦「山城」、航空戦艦「伊勢」および第十一水雷戦隊により、「丁三号輸送部隊」を編成した。これは、日本陸軍の甲支隊の一部をカロリン諸島ポナペ島へ輸送する任務である。甲支隊の輸送は二回にわけて行われることになり、丁三号輸送部隊は第二次輸送であった。第二次進出部隊は、支隊本部の一部と陸軍兵約2000名および同行の海軍第一通信隊であった。
10月15日、丁三号輸送部隊（山城、伊勢、龍田、第32駆逐隊〈早波、涼波、藤波〉）は佐伯および豊後水道を出撃する。
10月20日、トラック諸島に到着し、戦艦搭載の物件を各艦と輸送船団に移載する。
第十一水雷戦隊（龍田〔旗艦〕、早波、涼波、藤波）は三回次にわたり、ポナペ輸送を実施した。任務終了後の10月28日、丁三号輸送部隊は任務を解かれた。第十一水雷戦隊は空母「隼鷹」や「雲鷹」等と共に内地へ戻っていった。
一方、第32駆逐隊は同日付で第二水雷戦隊に復帰し、遊撃部隊警戒隊所属となった。第二水雷戦隊司令官と第二艦隊司令長官栗田健男中将は、それぞれ第32駆逐隊を視察した。
11月3日、二水戦の5隻（能代、早波、涼波、藤波、玉波）は、栗田中将指揮下の重巡洋艦部隊と共にトラック泊地を出撃し、南東方面部隊遊撃部隊として北部ソロモン諸島周辺の敵艦隊撃滅を狙うことになった。トラック泊地を出撃後、ニューブリテン島のラバウルに向け南下を開始する。途中、「島風」と「天津風」（第16駆逐隊司令）が護衛していたタンカー2隻のうち、「日章丸」（昭和タンカー、10,526トン）がニューアイルランド島カビエン北方約180浬地点で空襲を受け、損傷した。重巡「鳥海」と「涼波」は「日章丸」救援の命令をうけ、遊撃部隊から分離する。第16駆逐隊司令島居威美大佐の指揮下に入った「涼波」は、「日章丸」の救援を行った。
このとき、ブーゲンビル島沖海戦で損傷した第五戦隊（妙高、羽黒）がラバウルを出発してトラック泊地にむかっており、羽黒が日章丸を曳航した。

### ラバウル空襲で沈没
11月5日、大型空母「サラトガ（USS Saratoga, CV-3）」と軽空母「プリンストン (USS Princeton, CVL-23) 」を基幹とする第38任務部隊は、ラバウルに空襲を敢行した。
同日朝6時頃にラバウルへ到着したばかりの遊撃部隊は、大打撃を受けた。「鳥海」と「涼波」は「日章丸」救援作業を終えてラバウルに向かう途中であったが、空襲を避けるためトラックに引き返すよう命じられ、トラックに帰投する。第二水雷戦隊と第十戦隊および機関部に深刻な損傷をうけた重巡「摩耶」をのぞき、ほかの重巡も順次トラック泊地へもどった。「涼波」は間もなくトラック泊地を出発、11月9日ラバウルに到着した。南東方面部隊遊撃部隊と第三襲撃部隊は解消され、二水戦（能代、大波、長波、巻波、早波、涼波、藤波）で第一襲撃部隊（１ＳＹＢ）が再編された。
この頃、11月5日の空襲に満足した南太平洋軍司令官ハルゼー大将は、更なる戦果拡大を狙って太平洋艦隊司令長官チェスター・ニミッツ大将に新手の空母任務部隊の派遣を要請していた。ニミッツ大将はギルバート諸島方面の戦況をにらみつつ、第50.3任務群（司令官アルフレッド・E・モントゴメリー少将）を派遣することに決した。
11月11日早朝、アメリカ軍機動部隊による第2回目のラバウル空襲が行われた。第38任務部隊はブーゲンビル島北方から、第50.3任務群は同島南方から、挟み撃ちの格好で攻撃隊を発進させた。シャーマン隊は悪天候のため失敗したが、大型空母「エセックス  (USS Essex, CV-9) 」「バンカーヒル (USS Bunker Hill, CV-17) 」 、軽空母「インディペンデンス (USS Independence, CVL-22) 」を基幹とする第50.3任務群はラバウル在泊艦艇に攻撃を加える。またソロモン諸島基地より発進したB-24爆撃機も、ラバウルに空襲を敢行した。
これに対し、ラバウルから発進した日本軍偵察機が第50.3任務群を発見、海軍航空隊が攻撃にむかった。ラバウル港や周辺では、第一襲撃部隊（第二水雷戦隊）と第二襲撃部隊（第三水雷戦隊）が待機し、ろ号作戦に備えていた。通報をうけた二水戦はアメリカ軍機動部隊の空襲を予期し、折からのスコールにまぎれてラバウル港外へ脱出しつつあった。駆逐艦「五月雨」（第27駆逐隊）など、湾内に残っていた艦もいた。
「涼波」は北水道を通過し、ラバウル湾外に向け移動する。
7時5分、タブルブル山（花吹山）方面から来襲した雷撃機を撃墜した。間もなく雷撃機の一隊が「涼波」を襲撃し、投下された魚雷のうち3本を回避した。だが残る1本が涼波の一番魚雷発射管付近に命中する。爆発により左に傾き、また予備魚雷格納所から火災が発生した。艦橋でも、艦長ふくめ戦死者が出た。さらに急降下爆撃と機銃掃射を受け、爆弾一発が後部電信室付近に命中した。「涼波」は艦尾で直接操舵を開始したが、駆逐艦「長波」と衝突しかけたという。
7時21分頃、「涼波」では予備魚雷格納所からの火災が一番発射管に引火して搭載の魚雷が爆発、船体は両断されて7時22分頃に沈没した。
艦長の神山昌雄中佐や水雷長以下多数が戦死。約100名が駆逐艦「大波」に救助された。
「涼波」は1944年（昭和19年）1月5日付で夕雲型駆逐艦、帝国駆逐艦籍、第32駆逐隊のそれぞれから除籍された。

## 歴代艦長
艤装員長
1. 神山昌雄 中佐：1943年7月1日[34] - 1943年7月27日[39]

駆逐艦長
1. 神山昌雄 中佐：1943年7月27日[39] - 1943年11月11日 戦死、同日付任海軍大佐[150]